# Direct Mail Company
Die Direct Mail Company AG ist ein Schweizer Dienstleistungsunternehmen für die Zustellung von unadressierter Direktwerbung. Sie gehört seit 2012 zur Schweizerischen Post. 5200 angestellte Zusteller beliefern rund 2 Millionen Privathaushalte und Unternehmen in der Schweiz mit Werbedrucksachen (Prospekte, Kataloge, Kundenzeitschriften) und Publikationen sowie Produktmustern.
Per Ende Mai 2024 wird die Zustellung mit Werbedrucksachen eingestellt und soll von der Schweizerischen Post übernommen werden. Dies geschehe wegen sinkenden Umsätzen infolge von Werbeverweigerern und dem Wegfall von Grossaufträgen, etwa jener von Denner.

## Geschichte
Das Unternehmen wurde 1962 von Hans Bodenschatz und Friedrich Hof gegründet. 1969 wurde die Direct Mail Verpackungs AG gegründet (heute die Direct Mail Logistics) und 2001 in das Unternehmen integriert. Anfangs der 2000er baute sich das Unternehmen mit der Softwareentwicklung ein weiteres Standbein auf. Die Direct Mail Informatics wurde 2006 als Division der Direct Mail Company gegründet. 2009 wurde eine „IN-“ genannte Werbebroschüre als Verlagsprodukt eingeführt. Die Direct Mail Company AG gehört seit 2012 zur Schweizerischen Post. 2013 kaufte Direct Mail Company die Prisma Medienservice AG und 2019 die Distriba AG. 2017 lancierte das Unternehmen eine App und eine Website für digitale Prospekte.
Trotz der Anstrengungen der Gewerkschaft Syndicom hat der Post-Konzern einen Gesamtarbeitsvertrag (GAV) für die Angestellten bisher (Stand 2022) stets abgelehnt.

## Dienstleistung

### Kerngeschäft
Das Kerngeschäft der Direct Mail Company AG ist die Zustellung von unadressierter Direktwerbung. Bei der Direktwerbung, den sogenannten „Directs“, handelt es sich grösstenteils um Werbeprospekte von Schweizer Handelsunternehmen. Die Verteilgebiete werden von den Handelsunternehmen nach Postleitzahl bestimmt.

### Consumo-Publikation
Die Zustellung der Prospektwerbung erfolgt wöchentlich verpackt im Trägermedium Consumo – Vormals IN-. Das Consumo ist redaktionell aufbereitet und behandelt Themen rund um Familie, Unterhaltung, Genuss, Gesundheit und Natur. Es erscheint dreisprachig. Gemäss dem Werbemedienforschungsunternehmen WEMF hat das Consumo 925'000 regelmässige Leser (publiziert in der MACH Consumer 2018). Die Zustellung erfolgt durch die Direct Mail Company AG und die Schweizerische Post – an über 1,4 Millionen Haushalte.

### Profital
Neben der physischen Prospektverteilung wurde 2017 mit dem Produkt Profital ein neuer digitaler Kanal gestartet. Mit einer App und über eine entsprechende Website können Konsumenten auf Prospekte, Aktionen und Öffnungszeiten von Geschäften in der Umgebung mobil zugreifen.

### Direct Mail Informatics
Direct Mail Informatics entwickelt und implementiert mit dem Unternehmensbereich „Media Solutions“ Softwarelösungen in den Bereichen Abonnentenverwaltung, Produktionsplanung und Zustellung. Der Unternehmensbereich „Media Services“ erbringt Inbound- und Serviceleistungen im Auftrag von Verlagen. Mit dem Unternehmensbereich „i-ware“ werden spezielle Software und Apps entwickelt und programmiert.

### Direct Mail Logistik AG
Die Direct Mail Logistik AG ist spezialisiert auf Printmedienlogistik, internationale Spedition, Fulfillment und Lettershop.